# Nissan (mês)
Nissan (em hebraico: נִיסָן, do acádio nisānu, do sumério nisag, "primeiros frutos") é o primeiro mês de 30 dias do calendário judaico religioso (sétimo mês do calendário civil), que se inicia com a primeira Lua Nova da época da cevada madura em Israel. O nome nissan tem origem babilônica: na Torá o nome do mês é abibe.